# 시청자 의회
《시청자 의회》는 매주 금요일 아침 7시에 방송되는 시사교양 프로그램이다.

## 기획 의도
- 시청자들의 다양한 의견을 수렴하고 전달하는 시사교양 프로그램이다.

## 진행자
- 1대 황남희
- 2대 조성호, 차예린
- 3대 박성준, 궁선영
- 4대 전용우, 궁선영
- 5대 임경진, 궁선영
- 6대 송민교
- 7대 백다혜

## 같이 보기
- TV비평 시청자데스크 (KBS 1TV)
- 탐나는 TV (MBC TV)
- 열린 TV 시청자 세상 (SBS TV)
- 채널A 시청자 마당 (채널A)
- 열린비평 TV를 말하다 (TV조선)
- 열린TV 열린세상 (MBN)
- YTN 시민데스크 (YTN)
- 미디어 공감 좋은TV (OBS경인TV)
- 바로보는TV 옴부즈맨 (연합뉴스TV)
- 클릭 KNN 시청자 세상 (KNN)
- 열린TBC (TBC)
- 열린 TV 시청자세상 (kbc)
- G1 열린 TV 시청자 세상 (G1방송)